# Бразильський реал (старий)

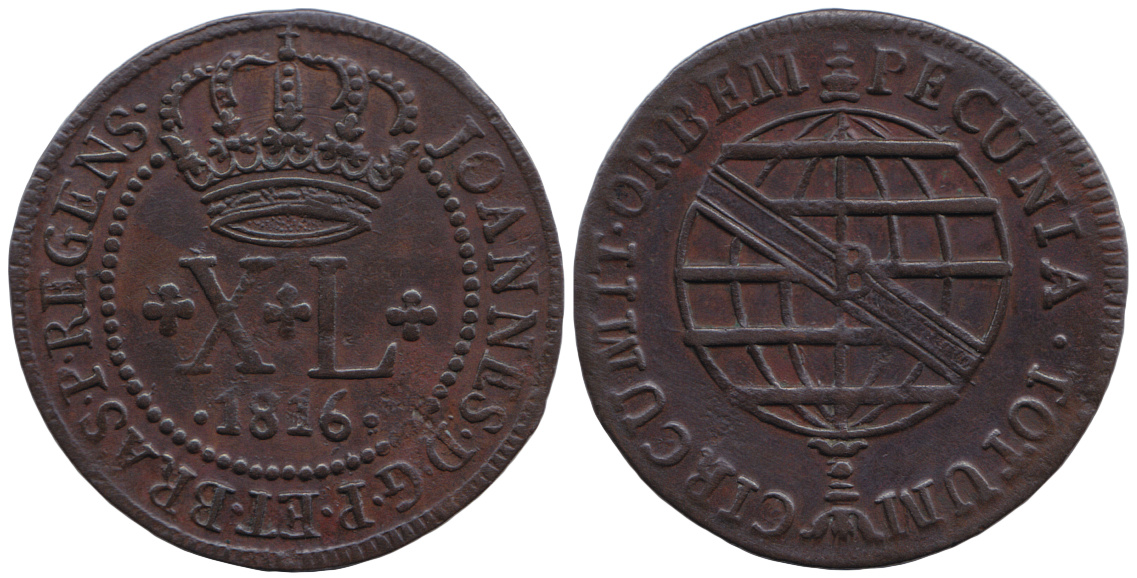
Монета 40 (XL) реалів, 1816, Жуан VI. Баїя, мідь

Реал, рейс (порт. real, мн. réis) - грошова одиниця Бразилії до 1942.
У множині португальське слово real раніше мало форму réis (сучасна форма - reais ). У зв'язку з тим, що в Бразилії до 1942 не використовувалися монети і банкноти малих номіналів (мінімальний номінал монет, що випускалися — 5 реалів), у багатьох джерелах йдеться про те, що офіційною валютою Бразилії до 1942 був «рейс».

## Історія
Бразилія відкрита в 1500 Педру Алварішем Кабралом, в 1530 почалася її колонізація. Протягом тривалого часу в обігу використовувалися всі монети, які потрапляли на її територію, здебільшого це були монети, що карбувалися в іспанських американських колоніях. У зв'язку зі значним дефіцитом монети законним платіжним засобом оголошувалися цукор, какао, тютюн, прянощі та бавовна. Африканські раби використовували як гроші раковини молюсків «Зімбо».
У 1640 розірвано Іберійську унію та відновлено незалежність Португалії, володінням якої була Бразилія. З 1642 на іспанські монети почали наноситися надкарбування з номіналом в реалах.
У 1640-1650 карбувалися монети Голландської Бразилії в гульденах і стюверах — перші монети, що карбувалися на території сучасної Бразилії. В 1654 голландці витіснені з території Бразилії, карбування цих монет припинено.
Перше португальський монетний двір на території Бразилії відкрито в 1694 в Баїє.
Випуск паперових грошей розпочато в 1771, як зобов'язаня Генеральної адміністрації діамантів (порт. Administração Geral dos Diamantes).
У 1808 засновано Банк Бразилії, який одержав право емісії банкнот. То справді був не лише перший бразильський банк, а й перший португальський банк. У Бразилії тоді був королівський двір, змушений залишити Португалію під час наполеонівських воєн. Банк розпочав випуск банкнот у 1810.
У 1822 проголошено незалежність Бразилії. Бразильська фінансова система остаточно відокремилася від португальської.
У зв'язку з знеціненням реалу для рахунку великих сум застосовувалися кратні лічильні одиниці - мильрейс (порт. mil réis, 1000 реалів) і конто де рейс (порт. conto de réis (1 000 000 реалів). Номінал на банкнотах останніх випусків (зразка 1910, 1923 та 1926 років) вказувався лише у мильрейсах.
Декретом від 5 жовтня 1942 з 1 листопада того ж року запроваджено нову грошову одиницю — крузейро. Реали обмінювалися на крузейро у відсотковому співвідношенні 1000:1 до 1 червня 1949.